# Bruce Palmer mlajši
Bruce Palmer mlajši, ameriški general, * 13. april 1913, Austin, Teksas, † 10. oktober 2000.